# 金子優子
金子 優子（かねこ ゆうこ、1955年 - ）は、日本の法学者、政治学者。専門は、行政法、行政学。山形大学人文学部教授。
東京大学法学部卒業。行政管理庁（現総務省）入庁。総務庁統計局消費統計課課長補佐、総務庁長官官房企画課調査官、総務省統計審査官、総務省郵政研究所第二経済経営研究部長、日本郵政公社郵政総合研究所経済調査部長、自治大学校教授等を歴任。

## 研究テーマ
- 行政改革
- 行政改革の過程論
- 行政の組織文化
- 公共の哲学
- 公共サービス提供に係る費用負担の在り方
- アジア太平洋諸国のガバナンス
- New Public Management
- Social Capital
- 国民経済計算体系におけるNPI（非営利団体）サテライト勘定の推計手法
- 非営利団体の活動分類

## 論文
- 「時代の変化に対応した透明で公正な行政を目指して」季刊行政管理研究第77号（1997年03月）
- 「Administrative Reform Efforts in Japan: Current Experiences and Successes」Administrative Reforms- Country Profiles of Five Asian Countries（1997年12月）
- 「Japan’s Bureaucracy: Its Realities and Future Direction of Transformation」季刊行政管理研究第81号（1998年03月）
- 「History of Unethical Conduct and Recent Measures to Raise Ethical Standards in the Government of Japan」 Global Virtue Ethics Review Volume one, Number 4（1999年12月）
- 「National Public Administration in Japan」International Profiles of National Public Administration（2000年12月）
- 「世帯の金融資産を巡る現状と意識」貯蓄経済季報 平成16年冬号（2004年01月）
- 「世帯の金融資産を巡る現状と意識」貯蓄経済季報 平成16年冬号（2004年01月）
- 「国民経済計算体系における非営利団体に関するハンドブックについて」国民経済計算の非営利団体（NPI）サテライト勘定作成に関する調査研究報告書（2004年03月）」
- 「中国の事業単位改革の現状と今後の課題」季刊行政管理研究第105号（2004年03月）
- 「Independent Administrative Institution: Innovation of Public Organizations in Japan」Proceedings of International Conference on the Reform of Chinese Public Institutions and Construction of NPOs（2004年07月）
- 「Independent Administrative Institutions: Innovation of Public Organizations in Japan」季刊行政管理研究第107号（2004年09月）
- 「NPIサテライト勘定の動向」ECO-FORUM 第23巻2号（2005年01月）
- 「NPIサテライト勘定の動向」ECO-FORUM 23（2）（2005年01月）
- 「世帯の金融資産の時系列分析を可能とする個票データの整備について」生活経済学研究 21（2005-3）（2005年03月）87-98
- 「日本版NPI（非営利団体）サテライト勘定の推計結果とその意味について」国民経済計算の非営利団体（NPI）サテライト勘定作成に関する調査研究報告書 第二年度（2005年03月）
- 「地域社会施設の役割に焦点を当てた安心・安全・信頼の地域社会構築へ向けた予備的考察」季刊行政管理研究第110号（2005年03月）
- 「Involving Non-Profit Institutions in Governing: Collaboration in Policy Making and Implementation in Japan」Proceedings International Conference on Government Management Innovation（2005年06月）
- 「The Use of Space Technologies for More Effective and Efficient Public Administration」New Technologies in Public Administration（2005年09月）90-104
- 「Process and Procedure of Privatization in Japan: Comparison between the past case and that of Japan Post」 Proceedings The 3rd Specialized International Conference of the International Institute of Administrative Sciences（2005年09月）